# UCI Europe Tour 2024
Die UCI Europe Tour 2024 war die 20. Austragung einer Serie von Straßenradrennen auf dem europäischen Kontinent, die zwischen dem 20. Januar und dem 20. Oktober 2024 stattfand. Die UCI Europe Tour war Teil der UCI Continental Circuits und lag von ihrer Wertigkeit unterhalb der UCI ProSeries und der UCI WorldTour.

## Rennen

### Januar
| Datum                   | Land | Rennen                                                   | Klasse | Sieger              | Team                  |
| ----------------------- | ---- | -------------------------------------------------------- | ------ | ------------------- | --------------------- |
| 20. Januar              | ESP  | Clàssica Comunitat Valenciana 1969 - Gran Premi València | 1.1    | Dylan Groenewegen   | Team Jayco AlUla      |
| 21. Januar              | ESP  | Ruta de la Cerámica - Gran Premio Castellón              | 1.1    | Michael Matthews    | Team Jayco AlUla      |
| 24. Januar              | ESP  | Mallorca Challenge – Trofeo Calvià                       | 1.1    | Simon Carr          | EF Education-EasyPost |
| 25. Januar              | ESP  | Mallorca Challenge – Trofeo Ses Salines-Felanitx         | 1.1    | Paul Magnier        | Soudal Quick-Step     |
| 26. Januar              | ESP  | Mallorca Challenge – Trofeo Serra de Tramuntana          | 1.1    | Lennert Van Eetvelt | Lotto Dstny           |
| 27. Januar              | ESP  | Mallorca Challenge – Trofeo Pollença – Port d'Antratx    | 1.1    | Pelayo Sánchez      | Movistar Team         |
| 27. Januar              | TUR  | Grand Prix Antalya Airport City                          | 1.2    | Binyan Ma           | China Glory           |
| 28. Januar              | FRA  | Grand Prix Cycliste La Marseillaise                      | 1.1    | Kevin Geniets       | Groupama-FDJ          |
| 28. Januar              | ESP  | Mallorca Challenge – Trofeo Palma                        | 1.1    | Gerben Thijssen     | Intermarché-Wanty     |
| 31. Januar – 4. Februar | FRA  | Etoile de Bessèges – Tour du Gard                        | 2.1    | Mads Pedersen       | Lidl-Trek             |

### Februar
| Datum             | Land | Rennen                             | Klasse | Sieger           | Team                                |
| ----------------- | ---- | ---------------------------------- | ------ | ---------------- | ----------------------------------- |
| 3. Februar        | TUR  | Grand Prix Apollon Temple          | 1.2    | Binyan Ma        | China Glory                         |
| 8. – 11. Februar  | FRA  | Tour de La Provence                | 2.1    | Mads Pedersen    | Lidl-Trek                           |
| 8. – 11. Februar  | TUR  | Tour of Antalya                    | 2.1    | Davide Piganzoli | Team Polti Kometa                   |
| 10. Februar       | ESP  | Murcia-Rundfahrt                   | 1.1    | Ben O’Connor     | Decathlon AG2R La Mondiale          |
| 12. Februar       | ESP  | Clásica Jaén                       | 1.1    | Oier Lazkano     | Movistar                            |
| 16. Februar       | FRA  | Classic Var                        | 1.1    | Lenny Martinez   | Groupama-FDJ                        |
| 17. – 18. Februar | FRA  | Tour des Alpes-Maritimes et du Var | 2.1    | Benoît Cosnefroy | Decathlon AG2R La Mondiale          |
| 22. – 25. Februar | ESP  | Gran Camiño                        | 2.1    | Jonas Vingegaard | Team Visma-Lease a Bike             |
| 25. Februar       | TUR  | Tour of Alanya                     | 1.2    | Julien Trarieux  | China Glory                         |
| 27. Februar       | BEL  | Le Samyn                           | 1.1    | Laurenz Rex      | Intermarché-Wanty                   |
| 28. Februar       | CRO  | Trofej Umag – Umag Trophy          | 1.2    | Matthew Brennan  | Team Visma-Lease a Bike Development |

### März
| Datum          | Land | Rennen                                   | Klasse | Sieger              | Team                                        |
| -------------- | ---- | ---------------------------------------- | ------ | ------------------- | ------------------------------------------- |
| 2. März        | TUR  | Syedra Ancient City                      | 1.2    | Lyu Xianjing        | China Glory                                 |
| 2. März        | BEL  | Grand Prix Criquielion                   | 1.2    | Alec Segaert        | Lotto Dstny                                 |
| 2. März        | NED  | Craft Ster van Zwolle                    | 1.2    | Nicklas Pedersen    | TDT-Unibet                                  |
| 2. März        | FRA  | Le Tour des 100 Communes                 | 1.2    | Halvor Dolven       | Uno-X Mobility Development Team             |
| 2. – 3. März   | GRE  | South Aegean Tour                        | 2.2    | André Drege         | Team Coop-Repsol                            |
| 3. März        | FRA  | Grand Prix de la Ville de Lillers        | 1.2    | Emmanuel Morin      | Van Rysel-Roubaix                           |
| 3. März        | BEL  | Grote Prijs Jean-Pierre Monsére          | 1.1    | Jarne Van de Paar   | Lotto Dstny                                 |
| 3. März        | CRO  | Poreč Trophy                             | 1.2    | Matthew Brennan     | Team Visma-Lease a Bike Development         |
| 7. – 10. März  | CRO  | Istrian Spring Trophy                    | 2.2    | Noa Isidore         | Decathlon AG2R La Mondiale Development Team |
| 9. März        | GRE  | International Rhodes Grand Prix          | 1.2    | Tyler Stites        | Project Echelon Racing                      |
| 14. – 17. März | GRE  | International Tour of Rhodes             | 2.2    | André Drege         | Team Coop-Repsol                            |
| 15. März       | BEL  | Youngster Coast Challenge                | 1.2U   | Niklas Behrens      | Lidl-Trek Future Racing                     |
| 16. März       | FRA  | Classic Loire Atlantique                 | 1.1    | Paul Lapeira        | Decathlon AG2R La Mondiale Team             |
| 17. März       | NED  | Dorpenomloop Rucphen                     | 1.2    | Johan Dorussen      | Development Team dsm-firmenich PostNL       |
| 17. März       | POR  | Classica da Arrábida                     | 1.2    | Joseba López        | Caja Rural-Seguros RGA                      |
| 17. März       | FRA  | Cholet Agglo Tour                        | 1.1    | Paul Lapeira        | Decathlon AG2R La Mondiale Team             |
| 17. März       | SLO  | GP Slovenian Istria                      | 1.2    | Marcin Budziński    | Mazowsze Serce Polski                       |
| 17. März       | ITA  | Popolarissima                            | 1.2    | Daniel Skerl        | CTF Victorious                              |
| 19. – 23. März | ITA  | Settimana Internazionale Coppi e Bartali | 2.1    | Koen Bouwman        | Team Visma-Lease a Bike                     |
| 19. März       | SLO  | GP Brda-Collio                           | 1.2    | Marcin Budziński    | Mazowsze Serce Polski                       |
| 20. – 24. März | NED  | Olympia’s Tour                           | 2.2    | Tim Torn Teutenberg | Lidl-Trek Future Racing                     |
| 20. – 24. März | POR  | Volta ao Alentejo                        | 2.2    | Eduard Prades       | Caja Rural-Seguros RGA                      |
| 21. März       | SLO  | GP Goriska & Vipava Valley               | 1.2    | Mattia Negrente     | Astana Qazaqstan Development Team           |
| 24. März       | SLO  | GP Adria Mobil                           | 1.2    | Žak Eržen           | CTF Victorious                              |
| 24. März       | FRA  | La Roue Tourangelle                      | 1.1    | Jason Tesson        | TotalEnergies                               |
| 27. März       | FRA  | Paris–Camembert                          | 1.1    | Luca Mozzato        | Arkéa-B&B Hotels                            |
| 29. März       | FRA  | La Route Adélie de Vitré                 | 1.1    | Benoît Cosnefroy    | Decathlon AG2R La Mondiale Team             |
| 30. März       | NED  | Volta NXT Classic                        | 1.1    | Timo Kielich        | Alpecin-Deceuninck                          |

### April
| Datum              | Land      | Rennen                           | Klasse | Sieger                  | Team                              |
| ------------------ | --------- | -------------------------------- | ------ | ----------------------- | --------------------------------- |
| 1. April           | ITA       | Giro del Belvedere               | 1.2U   | Gal Glivar              | UAE Team Emirates Gen Z           |
| 2. April           | ITA       | Gran Premio Palio del Recioto    | 1.2U   | Alessandro Pinarello    | VF Group-Bardiani CSF-Faizanè     |
| 2. – 5. April      | FRA       | Région Pays de la Loire Tour     | 2.1    | Marijn van den Berg     | EF Education-EasyPost             |
| 4. – 7. April      | FRA       | Circuit des Ardennes             | 2.2    | Joseph Blackmore        | Israel Premier Tech Academy       |
| 4. – 7. April      | TUR       | Tour of Mersin                   | 2.2    | Marcin Budziński        | Mazowsze Serce Polski             |
| 7. April           | ITA       | Trofeo Piva                      | 1.2U   | Pavel Novák             | Team MBH Bank Colpack Ballan      |
| 7. April           | FRA       | Paris-Roubaix Espoirs            | 1.2U   | Tim Torn Teutenberg     | Lidl-Trek Future Racing           |
| 9. – 12. April     | ITA       | Giro d’Abruzzo                   | 2.1    | Alexei Luzenko          | Astana Qazaqstan Team             |
| 10. – 14. April    | FRA       | Tour du Loir-et-Cher             | 2.2    | Emil Toudal             | Team ColoQuick                    |
| 12. April          | FRA       | Classic Grand Besançon Doubs     | 1.1    | Lenny Martinez          | Groupama-FDJ                      |
| 13. April          | FRA       | Tour du Jura Cycliste            | 1.1    | David Gaudu             | Groupama-FDJ                      |
| 13. April          | NED       | Arno Wallaard Memorial           | 1.2    | Pete Uptegrove          | Monda Vakantieparken-IJsselstreek |
| 13. April          | BEL       | Lüttich–Bastogne–Lüttich Espoirs | 1.2U   | Joseph Blackmore        | Israel Premier Tech Academy       |
| 14. April          | FRA       | Tour du Doubs                    | 1.1    | Lenny Martinez          | Groupama-FDJ                      |
| 14. April          | ITA       | Trofeo Città di San Vendemiano   | 1.2U   | Florian Samuel Kajamini | Team MBH Bank Colpack Ballan      |
| 18.–21. April      | BIH / SRB | Belgrad-Banja Luka               | 2.2    | Piotr Pękala            | Santic-Wibatech                   |
| 21. April          | BEL       | Kattekoers–Ieper                 | 1.2U   | Huub Artz               | Wanty-Re Uz-Technord              |
| 21. April          | ITA       | Giro di Romagna                  | 1.1    | António Morgado         | UAE Team Emirates                 |
| 21. April          | ITA       | Giro della Provincia di Biella   | 1.2    | Florian Samuel Kajamini | Team MBH Bank Colpack Ballan      |
| 25. April          | ITA       | Gran Premio della Liberazione    | 1.2U   | Davide Donati           | Biesse-Carrera                    |
| 25. April – 1. Mai | FRA       | Tour de Bretagne Cycliste        | 2.2    | Jakob Söderqvist        | Lidl-Trek Future Racing           |
| 26. – 28. April    | ESP       | Asturien-Rundfahrt               | 2.1    | Isaac Del Toro          | UAE Team Emirates                 |
| 28. April          | AUT       | Kirschblütenrennen Wels          | 1.2    | Lukáš Kubiš             | Elkov-Kasper                      |
| 28. April          | BEL       | Famenne Ardenne Classic          | 1.1    | Arnaud De Lie           | Lotto Dstny                       |
| 28. April          | FRA       | Grand Prix de la Somme           | 1.2    | Corentin Devroute       | SCO Dijon-Team Matériel-Velo.com  |

### Mai
| Datum             | Land | Rennen                                                 | Klasse | Sieger                | Team                                        |
| ----------------- | ---- | ------------------------------------------------------ | ------ | --------------------- | ------------------------------------------- |
| 1. Mai            | GER  | Eschborn-Frankfurt U23                                 | 1.2U   | Wessel Mouris         | Metec-Solarwatt p/b Mantel                  |
| 1. Mai            | AUT  | GP Vorarlberg p/b RadHaus Rankwell                     | 1.2    | Jaka Primožič         | Hrinkow Advarics                            |
| 1. Mai            | NED  | Omloop van het Waasland                                | 1.2    | Samuel Leroux         | Van Rysel-Roubaix                           |
| 1. – 5. Mai       | FRA  | Ronde de l’Isard                                       | 2.2U   | Darren van Bekkum     | Team Visma-Lease a Bike Development         |
| 3. – 5. Mai       | POR  | GP Beiras e Serra da Estrela                           | 2.2    | Artem Nych            | Sabgal/Anicolor                             |
| 4. Mai            | NED  | Ronde van Overijssel                                   | 1.2    | Declan Trezise        | ARA-Skip Capital                            |
| 4. Mai            | NOR  | Sundvolden Grand Prix                                  | 1.2    | Idar Andersen         | Uno-X Mobility Development Team             |
| 5. Mai            | ITA  | Circuito del Porto – Trofeo Arvedi                     | 1.2    | Jakub Mareczko        | Team Corratec-Vini Fantini                  |
| 5. Mai            | BEL  | Elfstedenronde Brugge                                  | 1.1    | Alexander Kristoff    | Uno-X Mobility                              |
| 5. Mai            | NOR  | Ringerike Grand Prix                                   | 1.2    | Idar Andersen         | Uno-X Mobility Development Team             |
| 8. – 12. Mai      | LUX  | Flèche du Sud                                          | 2.2    | Pim Ronhaar           | Baloise-Trek Lions                          |
| 9. Mai            | BEL  | Circuit de Wallonie                                    | 1.1    | Arnaud De Lie         | Lotto Dstny                                 |
| 11. Mai           | FRA  | Tour du Finistère                                      | 1.1    | Benoît Cosnefroy      | Decathlon AG2R La Mondiale Team             |
| 11. Mai           | POL  | Silesian Classic                                       | 1.2    | Jakub Otruba          | ATT Investments                             |
| 12. Mai           | BEL  | Flèche Ardennaise                                      | 1.2    | Milan Donie           | Lotto Dstny Development Team                |
| 12. Mai           | ITA  | Gran Premio Industrie del Marmo                        | 1.2U   | Tommaso Dati          | Biesse-Carrera                              |
| 12. Mai           | FRA  | Boucles de l'Aulne – Châteaulin                        | 1.1    | Axel Zingle           | Cofidis                                     |
| 15. – 19. Mai     | GRE  | Griechenland-Rundfahrt (International Tour of Hellas)  | 2.1    | Riccardo Zoidl        | Team Felt Felbermayr                        |
| 16. – 19. Mai     | TUR  | Tour of Sakarya                                        | 2.2    | Willie Smit           | China Glory                                 |
| 18. Mai           | NED  | Veenendaal–Veenendaal Classic                          | 1.1    | Tord Gudmestad        | Uno-X Mobility                              |
| 19. Mai           | BEL  | Antwerp Port Epic                                      | 1.1    | Alexander Kristoff    | Uno-X Mobility                              |
| 19. Mai           | SLO  | Grand Prix Gorenjska                                   | 1.2    | Michal Schuran        | ATT Investments                             |
| 20. – 24. Mai     | ALB  | Tour of Albania                                        | 2.2    | Veljko Stojnić        | serbische Nationalmannschaft                |
| 20. Mai           | BEL  | Ronde van Limburg                                      | 1.1    | Dylan Groenewegen     | Team Jayco AlUla                            |
| 20. Mai           | FRA  | Paris–Troyes                                           | 1.2    | Liam Walsh            | Team BridgeLane                             |
| 22. – 26. Mai     | FRA  | Alpes Isère Tour                                       | 2.2    | Jarno Widar           | Lotto Dstny Development Team                |
| 23. – 25. Mai     | EST  | Tour of Estonia                                        | 2.1    | Siim Kiskonen         | Voltas-Tartu 2024 by CCN                    |
| 23. – 26. Mai     | FRA  | Tour de la Mirabelle                                   | 2.2    | Oscar Nilsson-Julien  | AVC Aix-en-Provence                         |
| 25. Mai           | DEN  | Grand Prix Herning                                     | 1.2    | Rasmus Pedersen       | Decathlon AG2R La Mondiale Development Team |
| 25. Mai           | BEL  | Marcel Kint Classic                                    | 1.1    | abgesagt              | abgesagt                                    |
| 25. Mai           | ITA  | Due Giorni Marchigiana - G.P. Santa Rita               | 1.2    | Kyrylo Tsarenko       | Team Corratec – Vini Fantini                |
| 26. Mai           | ITA  | Due Giorni Marchigiana - Trofeo Città di Castelfidardo | 1.2    | Francesco Della Lunga | Hopplà-Petroli Firenze-Don Camillo          |
| 26. Mai           | GER  | Rund um Köln                                           | 1.1    | Casper van Uden       | Team dsm-firmenich PostNL                   |
| 26. Mai           | DEN  | Fyen Rundt                                             | 1.2    | Lasse Norman Leth     | Team CO:PLAY-Giant Store                    |
| 26. Mai           | NED  | Omloop der Kempen                                      | 1.2    | Martijn Rasenberg     | Parkhotel Valkenburg                        |
| 29. Mai           | FRA  | Mercan’Tour Classic Alpes-Maritimes                    | 1.1    | Lenny Martinez        | Groupama-FDJ                                |
| 30. Mai – 2. Juni | POL  | Tour of Małopolska                                     | 2.2    | Riccardo Zoidl        | Team Felt Felbermayr                        |
| 30. Mai – 2. Juni | FRA  | Ronde de l’Oise                                        | 2.2    | Pierre Barbier        | Philippe Wagner/Bazin                       |

### Juni
| Datum        | Land | Rennen                                                     | Klasse | Sieger             | Team                                |
| ------------ | ---- | ---------------------------------------------------------- | ------ | ------------------ | ----------------------------------- |
| 1. Juni      | BEL  | Heistse Pijl                                               | 1.1    | Alexander Kristoff | Uno-X Mobility                      |
| 2. Juni      | ITA  | Coppa della Pace                                           | 1.2U   | Kevin Pezzo Rosola | General Store-Essegibi-F.Lli Curia  |
| 5.–9. Juni   | LIT  | Tour of Lithuania                                          | 2.1    | Mads Andersen      | Airtox-Carl Ras                     |
| 5.–9. Juni   | NED  | ZLM Tour                                                   | 2.1    | Rune Herregodts    | Intermarché-Wanty                   |
| 8. Juni      | SUI  | Grosser Preis des Kantons Aargau                           | 1.1    | Maxim Van Gils     | Lotto Dstny                         |
| 9.–16. Juni  | ITA  | Giro Next Gen                                              | 2.2U   | Jarno Widar        | Lotto Dstny Development Team        |
| 12.–16. Juni | POL  | Tour de Kurpie                                             | 2.2    | Tobiasz Pawlak     | Mazowsze Serce Polski               |
| 13.–16. Juni | AUT  | Oberösterreich-Rundfahrt                                   | 2.2    | Adrien Maire       | TDT-Unibet                          |
| 26.–30. Juni | SVK  | Slowakei-Rundfahrt                                         | 2.1    | Mauro Schmid       | Team Jayco AlUla                    |
| 26.–29. Juni | POL  | Course Cycliste de Solidarność et des Champions Olympiques | 2.2    | Tobiasz Pawlak     | Mazowsze Serce Polski               |
| 30. Juni     | BEL  | SD WORX BW Classic                                         | 1.2    | Laurens Sweeck     | Alpecin-Deceuninck Development Team |
| 30. Juni     | NED  | Midden-Brabant Poort Omloop                                | 1.2    | Floris van Tricht  | Israel Premier Tech Academy         |

### Juli
| Datum                | Land | Rennen                                       | Klasse | Sieger           | Team                                      |
| -------------------- | ---- | -------------------------------------------- | ------ | ---------------- | ----------------------------------------- |
| 2.–7. Juli           | AUT  | Österreich-Rundfahrt (Tour of Austria)       | 2.1    | Diego Ulissi     | UAE Team Emirates                         |
| 2. Juli              | ITA  | Trofeo Città di Brescia                      | 1.2    | Manuel Oioli     | Q36.5 Continental Cycling Team            |
| 6.–9. Juli           | ROU  | Sibiu Cycling Tour                           | 2.1    | Florian Lipowitz | Red Bull-Bora-hansgrohe                   |
| 6. Juli              | TUR  | GP Yıldızdağı                                | 1.2    | Samet Bulut      | Istanbul Büyükșehir Belediye Spor Türkiye |
| 6. Juli              | HUN  | Visegrad 4 Kerekparverseny                   | 1.2    | Tilen Finkšt     | Adria Mobil                               |
| 7. Juli              | ITA  | Giro del Medio Brenta                        | 1.2    | Sergio Meris     | Team MBH Bank Colpack Ballan              |
| 7. Juli              | SVK  | Visegrád 4 Bicycle Race – GP Slovakia        | 1.2    | Martin Voltr     | Pierre Baguette Cycling                   |
| 11.–14. Juli         | POR  | Grande Prémio Internacional de Torres Vedras | 2.2    | Orluis Aular     | Caja Rural-Seguros RGA                    |
| 13.–15. Juli         | FRA  | Tour de l’Ain                                | 2.1    | Jefferson Cepeda | EF Education-EasyPost                     |
| 13. Juli             | TUR  | Grand Prix Altınkale                         | 1.2    | Max Stedman      | Istanbul Büyükșehir Belediye Spor Türkiye |
| 14. Juli             | ITA  | Giro dell’Appennino                          | 1.1    | Jan Christen     | UAE Team Emirates                         |
| 15. Juli             | ESP  | Clàssica Terres de l'Ebre                    | 1.2    | Abel Balderstone | Caja Rural-Seguros RGA                    |
| 17.–21. Juli         | ITA  | Giro della Valle d’Aosta-Mont Blanc          | 2.2U   | Jarno Widar      | Lotto Dstny Development Team              |
| 20. Juli             | CZE  | Visegrad 4 Bicycle Race – GP Czech Republic  | 1.2    | Martin Voltr     | Pierre Baguette Cycling                   |
| 21. Juli             | POL  | Visegrad 4 Bicycle Race – GP Poland          | 1.2    | Lukáš Kubiš      | Elkov-Kasper                              |
| 21. Juli             | FRA  | Grand Prix de la ville de Pérenchies         | 1.2    | Théo Delacroix   | St. Michel-Mavic-Auber 93                 |
| 23. Juli             | POL  | Memoriał Andrzeja Trochanowskiego            | 1.2    | Norbert Banaszek | Mazowsze Serce Polski                     |
| 23. Juli             | ESP  | Vuelta a Castilla y León                     | 2.1    | Caleb Ewan       | Team Jayco AlUla                          |
| 24. Juli – 4. August | POR  | Portugal-Rundfahrt (Volta a Portugal)        | 2.1    | Artjom Nytsch    | Sabgal/Anicolor                           |
| 24.–27. Juli         | POL  | Dookoła Mazowsza                             | 2.2    | Bartłomiej Proć  | Santic-Wibatech                           |
| 24.–28. Juli         | FRA  | Tour Alsace                                  | 2.2    | Joris Delbove    | St. Michel-Mavic-Auber 93                 |
| 25. Juli             | ESP  | Prueba Villafranca – Ordiziako Klasika       | 1.1    | Jan Christen     | UAE Team Emirates                         |
| 25.–28. Juli         | CZE  | Sazka Tour                                   | 2.1    | Marc Hirschi     | UAE Team Emirates                         |
| 27.–29. Juli         | FRA  | Kreiz Breizh Elites                          | 2.2    | Florian Dauphin  | Arkéa-B&B Hôtels Continentale             |
| 28. Juli             | POL  | Puchar MON                                   | 1.2    | Konrad Czabok    | Mazowsze Serce Polski                     |

### August
| Datum                     | Land | Rennen                                         | Klasse | Sieger               | Team                                      |
| ------------------------- | ---- | ---------------------------------------------- | ------ | -------------------- | ----------------------------------------- |
| 4. August                 | ROU  | Cupa Max Ausnit                                | 1.2    | Kyrylo Tsarenko      | Team Corratec-Vini Fantini                |
| 7. – 9. August            | ROU  | Tour of Szeklerland                            | 2.2    | Lew Gonow            | Astana Qazaqstan Development Team         |
| 11. August                | FRA  | La Polynormande                                | 1.1    | Paul Lapeira         | Decathlon AG2R La Mondiale Team           |
| 11. August                | ITA  | Gran Premio Sportivi di Poggiana               | 1.2U   | Jørgen Nordhagen     | Team Visma-Lease a Bike Development       |
| 11. August                | ESP  | Circuito de Getxo                              | 1.1    | Jon Barrenetxea      | Movistar Team                             |
| 13. – 16. August          | FRA  | Tour du Limousin-Périgord – Nouvelle Aquitaine | 2.1    | Alex Baudin          | Decathlon AG2R La Mondiale Team           |
| 14. – 18. August          | ROU  | Rumänien-Rundfahrt (Turul Romaniei)            | 2.2    | Ilchan Dostijew      | Astana Qazaqstan Development Team         |
| 15. August                | BEL  | Tour of Leuven                                 | 1.1    | Markus Hoelgaard     | Uno-X Mobility                            |
| 16. August                | ITA  | GP Capodarco Comunita Di Capodarco             | 1.2U   | Filippo d'Aiuto      | General Store-Essegibi-F.Lli Curia        |
| 20. – 23. August          | FRA  | Tour Poitou-Charentes en Nouvelle-Aquitaine    | 2.1    | Søren Wærenskjold    | Uno-X Mobility                            |
| 21. – 25. August          | POL  | Tour Battle of Warsaw                          | 2.2    | Alan Banaszek        | Mazowsze Serce Polski                     |
| 21. – 25. August          | CZE  | West Bohemia Tour                              | 2.2U   | Victor Vaneeckhoutte | Lotto Dstny Development Team              |
| 23. August                | BEL  | Druivenkoers – Overijse                        | 1.1    | Jelte Krijnsen       | Parkhotel Valkenburg                      |
| 23. August – 1. September | FRA  | Tour de Guadeloupe                             | 2.2    | Kevin David Castillo | Team Sistecredito                         |
| 24. August                | TUR  | Grand Prix Soğanlı                             | 1.2    | Natnael Berhane      | Istanbul Büyükșehir Belediye Spor Türkiye |
| 24. – 29. August          | BUL  | Bulgarien-Rundfahrt (Tour of Bulgaria)         | 2.2    | Matteo Malucelli     | Team Ukyo                                 |
| 25. August                | NED  | Ronde van de Achterhoek                        | 1.2    | Stian Rosenlund      | Airtox-Carl Ras                           |
| 25. August                | FRA  | Grand Prix de Plouay                           | 1.2    | Pierre Henry Basset  | CIC U Nantes Atlantique                   |
| 25. August                | TUR  | Grand Prix Kaisareia                           | 1.2    | Benjamin Dyball      | Victoire Hiroshima                        |
| 28. August                | BEL  | Muur Classic Geraardsbergen                    | 1.2    | Jenno Berckmoes      | Lotto Dstny                               |
| 30. August – 2. September | TUR  | Tour of Routhe Salvation                       | 2.2    | Rutger Wouters       | Cycling Vlaanderen                        |
| 31. August – 1. September | BUL  | In the footsteps of the Romans                 | 2.2    | Alin Toader          | Team Novák                                |

### September
| Datum               | Land | Rennen                                   | Klasse | Sieger              | Team                                        |
| ------------------- | ---- | ---------------------------------------- | ------ | ------------------- | ------------------------------------------- |
| 1. September        | SLO  | Grand Prix Kranj                         | 1.2    | Roman Jermakow      | CTF Victorious                              |
| 4. – 7. September   | ITA  | Giro della Regione Friuli Venezia Giulia | 2.2    | Jørgen Nordhagen    | Team Visma-Lease a Bike Development         |
| 5. – 8. September   | CZE  | Okolo Jižních Čech                       | 2.2    | Marcin Budziński    | Mazowsze Serce Polski                       |
| 7. September        | BEL  | Grote Prijs Rik Van Looy                 | 1.2    | Simon Dehairs       | Alpecin-Deceuninck Development Team         |
| 8. September        | BEL  | Grote Prijs Stad Halle                   | 1.2    | Federico Savino     | Soudal Quick-Step Devo Team                 |
| 11. September       | ITA  | Giro della Toscana                       | 1.1    | Clément Champoussin | Arkéa-B&B Hotels                            |
| 12. – 15. September | TUR  | Tour of Istanbul                         | 2.1    | Mathieu Burgaudeau  | TotalEnergies                               |
| 14. September       | ITA  | Memorial Marco Pantani                   | 1.1    | Marc Hirschi        | UAE Team Emirates                           |
| 15. September       | FRA  | Grand Prix d'Isbergues - Pas de Calais   | 1.1    | Arvid de Kleijn     | Tudor Pro Cycling Team                      |
| 15. September       | ITA  | Trofeo Matteotti                         | 1.1    | Orluis Aular        | Caja Rural-Seguros RGA                      |
| 20. September       | BEL  | Kampioenschap van Vlaanderen             | 1.1    | Tim Merlier         | Soudal Quick-Step                           |
| 22. September       | BEL  | Gooikse Pijl                             | 1.1    | Tim Merlier         | Soudal Quick-Step                           |
| 22. September       | FRA  | Paris–Chauny                             | 1.1    | Arnaud Démare       | Arkéa-B&B Hotels                            |
| 24. September       | ITA  | Ruota d’Oro                              | 1.2U   | Roman Jermakow      | CTF Victorious                              |
| 25. September       | BEL  | Omloop van het Houtland                  | 1.1    | Max Walscheid       | Team Jayco AlUla                            |
| 27. – 29. September | FRA  | Tour d’Eure-et-Loir                      | 2.2    | Antoine L'Hote      | Decathlon AG2R La Mondiale Development Team |
| 28. September       | BEL  | Grand Prix Cerami                        | 1.2    | Sente Sentjens      | Alpecin-Deceuninck Development Team         |

### Oktober
| Datum             | Land | Rennen                     | Klasse | Sieger             | Team                                        |
| ----------------- | ---- | -------------------------- | ------ | ------------------ | ------------------------------------------- |
| 1. Oktober        | BEL  | Binche - Chimay - Binche   | 1.1    | Arnaud De Lie      | Lotto Dstny                                 |
| 1.–6. Oktober     | CRO  | CRO Race                   | 2.1    | Brandon McNulty    | UAE Team Emirates                           |
| 1. Oktober        | ITA  | Coppa Città di San Daniele | 1.2    | Jørgen Nordhagen   | Team Visma-Lease a Bike Development         |
| 2. Oktober        | NED  | Elfstedenrace              | 1.1    | Taco van der Hoorn | Intermarché-Wanty                           |
| 5. Oktober        | ITA  | Il Piccolo Lombardia       | 1.2U   | Brieuc Rolland     | Equipe continentale Groupama-FDJ            |
| 6. Oktober        | ITA  | Coppa Agostoni             | 1.1    | Marc Hirschi       | UAE Team Emirates                           |
| 6. Oktober        | FRA  | Paris–Tours Espoirs        | 1.2U   | Antoine L'Hote     | Decathlon AG2R La Mondiale Development Team |
| 11. – 13. Oktober | SRB  | Tour de Serbie             | 2.2    | Quinten Veling     | Wielerploeg Groot Amsterdam                 |
| 15. Oktober       | FRA  | Chrono des Nations         | 1.1    | Stefan Küng        | Groupama-FDJ                                |